# 김현 (1971년)
김현(1971년 - )은 조선민주주의인민공화국의 前 국가주석이었던 김일성의 사생아이다. 평양직할시 출신이다. 본관은 전주.
북한 당국에서는 그의 존재를 철저히 숨겼으나, 조카뻘 되는 이한영이 남한으로 귀순하면서 그의 존재를 진술했고, 이한영의 저서 《김정일 로열 패밀리: 김정일 처조카 이한영의 수기》를 통해 국제사회에 알려졌다.

## 생애
조선민주주의인민공화국 前 국가주석 김일성의 서자로, 생모는 김일성 주석의 안마를 전담했던 주석궁 공무원 제갈순복이다. 그는 김일성의 서자로 태어났지만 아들 대우를 받았다.
북한 내부에서도 철저히 숨겨져 알 수 없었던 김현의 존재는 이한영(본명 이일남, 김정일 첫 동거녀 성혜림의 조카)이 남한에 입국해 쓴 수기 ‘김정일 로열 패밀리’를 통해 알려졌다.
이한영은 대한민국 귀순 이후 자신이 북한에서 직접 본 김현이 김일성의 숨겨진 아들임을 자세히 서술했다. 이한영의 증언에 의하면 김현은 1971년에 김일성과 담당 간호사의 사이에 태어난 사생아(私生兒)였다. 같은 해 5월 10일에는 성혜림도 김정일의 장남 김정남을 출산했다. 결국 환갑 나이인 김일성과 갓 서른 살에 접어든 아들이 동시에 ‘불륜’으로 아들을 얻은 것이다. 이한영의 수기에는 김현에 대해 김정일의 매제이며 그의 매형인 장성택이 ‘장현’이란 가명으로 자신의 호적에 올려 놓았다고 밝혔다. 김현은 1979년 2월 모스크바에서 자신과 동갑내기이자 조카가 되는 김정남과 함께 지냈고, 그 해 9월부터 모스크바에서 공부했으며 김일성의 담당 간호사였던 그의 생모는 장현(장성택)의 이모로 둔갑시켜 함께 지냈다고 밝혔다. 한때 조선로동당 행정부장을 지낸 이복누이 김경희의 남편 장성택 국방위원회 위원의 호적에 올라 있다는 주장도 있으나 장 부장과는 무관한 사이라는 의견도 있다.
김일성의 숨겨둔 아들로 자라왔고, 미국의 한 북한 전문가는 북한에서 김정일 이후 시대에 북한의 지도자가 될 가능성이 크다고 점쳐온 인물이었다. 그러나 조선민주주의인민공화국 당국에 의해 2001년 처형당하였다고 알려졌으나 2015년에 확인된 결과 사실은 살아있었다.
김정은에게 충성을 맹세하면서 김성은으로 개명한 사실이 드러났다.

## 평가
마약중독이 심했고 정신이상 증세까지 보여 '문제아' 취급을 받기도 했다. 하지만 뜬금없이 2015년에 행보가 알려지기 시작했다.

## 가족
|                           |                           |                           |                           |                           |                           |  |  |                           |                           |                           |                           | 김형직 金亨稷 1894 - 1926 | 김형직 金亨稷 1894 - 1926 | 김형직 金亨稷 1894 - 1926 | 김형직 金亨稷 1894 - 1926 | 김형직 金亨稷 1894 - 1926 | 김형직 金亨稷 1894 - 1926 |                      |                      |                      |                      |  |  |                           |                           |                           |                           |                           |                           |  |  |                      |                      |                      |                      | 강반석 康盤石 1892 - 1932 | 강반석 康盤石 1892 - 1932 | 강반석 康盤石 1892 - 1932 | 강반석 康盤石 1892 - 1932 | 강반석 康盤石 1892 - 1932 | 강반석 康盤石 1892 - 1932 |                      |                      |                      |                      |  |  |                           |                           |                           |                           |                           |                           |  |  |                  |                  |                  |                  |                         |                         |                         |                         |                         |                         |
|                           |                           |                           |                           |                           |                           |  |  |                           |                           |                           |                           | 김형직 金亨稷 1894 - 1926 | 김형직 金亨稷 1894 - 1926 | 김형직 金亨稷 1894 - 1926 | 김형직 金亨稷 1894 - 1926 | 김형직 金亨稷 1894 - 1926 | 김형직 金亨稷 1894 - 1926 |                      |                      |                      |                      |  |  |                           |                           |                           |                           |                           |                           |  |  |                      |                      |                      |                      | 강반석 康盤石 1892 - 1932 | 강반석 康盤石 1892 - 1932 | 강반석 康盤石 1892 - 1932 | 강반석 康盤石 1892 - 1932 | 강반석 康盤石 1892 - 1932 | 강반석 康盤石 1892 - 1932 |                      |                      |                      |                      |  |  |                           |                           |                           |                           |                           |                           |  |  |                  |                  |                  |                  |                         |                         |                         |                         |                         |                         |
|                           |                           |                           |                           |                           |                           |  |  |                           |                           |                           |                           |                           |                           |                           |                           |                           |                           |                      |                      |                      |                      |  |  |                           |                           |                           |                           |                           |                           |  |  |                      |                      |                      |                      |                           |                           |                           |                           |                           |                           |                      |                      |                      |                      |  |  |                           |                           |                           |                           |                           |                           |  |  |                  |                  |                  |                  |                         |                         |                         |                         |                         |                         |
|                           |                           |                           |                           |                           |                           |  |  |                           |                           |                           |                           |                           |                           |                           |                           |                           |                           |                      |                      |                      |                      |  |  |                           |                           |                           |                           |                           |                           |  |  |                      |                      |                      |                      |                           |                           |                           |                           |                           |                           |                      |                      |                      |                      |  |  |                           |                           |                           |                           |                           |                           |  |  |                  |                  |                  |                  |                         |                         |                         |                         |                         |                         |
|                           |                           |                           |                           |                           |                           |  |  |                           |                           |                           |                           | 김정숙 金正淑 1917 - 1949 | 김정숙 金正淑 1917 - 1949 | 김정숙 金正淑 1917 - 1949 | 김정숙 金正淑 1917 - 1949 | 김정숙 金正淑 1917 - 1949 | 김정숙 金正淑 1917 - 1949 |                      |                      |                      |                      |  |  | 김일성 金日成 1912 - 1994 | 김일성 金日成 1912 - 1994 | 김일성 金日成 1912 - 1994 | 김일성 金日成 1912 - 1994 | 김일성 金日成 1912 - 1994 | 김일성 金日成 1912 - 1994 |  |  |                      |                      |                      |                      | 김성애 金聖愛 1924 - 2014 | 김성애 金聖愛 1924 - 2014 | 김성애 金聖愛 1924 - 2014 | 김성애 金聖愛 1924 - 2014 | 김성애 金聖愛 1924 - 2014 | 김성애 金聖愛 1924 - 2014 |                      |                      |                      |                      |  |  |                           |                           |                           |                           |                           |                           |  |  |                  |                  |                  |                  | 제갈순복 諸葛순복 ? - ? | 제갈순복 諸葛순복 ? - ? | 제갈순복 諸葛순복 ? - ? | 제갈순복 諸葛순복 ? - ? | 제갈순복 諸葛순복 ? - ? | 제갈순복 諸葛순복 ? - ? |
|                           |                           |                           |                           |                           |                           |  |  |                           |                           |                           |                           | 김정숙 金正淑 1917 - 1949 | 김정숙 金正淑 1917 - 1949 | 김정숙 金正淑 1917 - 1949 | 김정숙 金正淑 1917 - 1949 | 김정숙 金正淑 1917 - 1949 | 김정숙 金正淑 1917 - 1949 |                      |                      |                      |                      |  |  | 김일성 金日成 1912 - 1994 | 김일성 金日成 1912 - 1994 | 김일성 金日成 1912 - 1994 | 김일성 金日成 1912 - 1994 | 김일성 金日成 1912 - 1994 | 김일성 金日成 1912 - 1994 |  |  |                      |                      |                      |                      | 김성애 金聖愛 1924 - 2014 | 김성애 金聖愛 1924 - 2014 | 김성애 金聖愛 1924 - 2014 | 김성애 金聖愛 1924 - 2014 | 김성애 金聖愛 1924 - 2014 | 김성애 金聖愛 1924 - 2014 |                      |                      |                      |                      |  |  |                           |                           |                           |                           |                           |                           |  |  |                  |                  |                  |                  | 제갈순복 諸葛순복 ? - ? | 제갈순복 諸葛순복 ? - ? | 제갈순복 諸葛순복 ? - ? | 제갈순복 諸葛순복 ? - ? | 제갈순복 諸葛순복 ? - ? | 제갈순복 諸葛순복 ? - ? |
|                           |                           |                           |                           |                           |                           |  |  |                           |                           |                           |                           |                           |                           |                           |                           |                           |                           |                      |                      |                      |                      |  |  |                           |                           |                           |                           |                           |                           |  |  |                      |                      |                      |                      |                           |                           |                           |                           |                           |                           |                      |                      |                      |                      |  |  |                           |                           |                           |                           |                           |                           |  |  |                  |                  |                  |                  |                         |                         |                         |                         |                         |                         |
|                           |                           |                           |                           |                           |                           |  |  |                           |                           |                           |                           |                           |                           |                           |                           |                           |                           |                      |                      |                      |                      |  |  |                           |                           |                           |                           |                           |                           |  |  |                      |                      |                      |                      |                           |                           |                           |                           |                           |                           |                      |                      |                      |                      |  |  |                           |                           |                           |                           |                           |                           |  |  |                  |                  |                  |                  |                         |                         |                         |                         |                         |                         |
| 김정일 金正日 1941 - 2011 | 김정일 金正日 1941 - 2011 | 김정일 金正日 1941 - 2011 | 김정일 金正日 1941 - 2011 | 김정일 金正日 1941 - 2011 | 김정일 金正日 1941 - 2011 |  |  | 김만일 金萬日 1944 - 1947 | 김만일 金萬日 1944 - 1947 | 김만일 金萬日 1944 - 1947 | 김만일 金萬日 1944 - 1947 | 김만일 金萬日 1944 - 1947 | 김만일 金萬日 1944 - 1947 |                           |                           | 김경희 金敬姬 1946 -      | 김경희 金敬姬 1946 -      | 김경희 金敬姬 1946 - | 김경희 金敬姬 1946 - | 김경희 金敬姬 1946 - | 김경희 金敬姬 1946 - |  |  | 김경숙 金敬淑 1951 -      | 김경숙 金敬淑 1951 -      | 김경숙 金敬淑 1951 -      | 김경숙 金敬淑 1951 -      | 김경숙 金敬淑 1951 -      | 김경숙 金敬淑 1951 -      |  |  | 김경진 金經進 1952 - | 김경진 金經進 1952 - | 김경진 金經進 1952 - | 김경진 金經進 1952 - | 김경진 金經進 1952 -      | 김경진 金經進 1952 -      |                           |                           | 김평일 金平日 1954 -      | 김평일 金平日 1954 -      | 김평일 金平日 1954 - | 김평일 金平日 1954 - | 김평일 金平日 1954 - | 김평일 金平日 1954 - |  |  | 김영일 金英日 1955 - 2000 | 김영일 金英日 1955 - 2000 | 김영일 金英日 1955 - 2000 | 김영일 金英日 1955 - 2000 | 김영일 金英日 1955 - 2000 | 김영일 金英日 1955 - 2000 |  |  | 김현 金現 1971 - | 김현 金現 1971 - | 김현 金現 1971 - | 김현 金現 1971 - | 김현 金現 1971 -        | 김현 金現 1971 -        |                         |                         |                         |                         |

- 부 : 김일성(金日成)
- 계모 : 김정숙(金正淑)
- 계모 : 김성애
- 생모 : 제갈순복[2], 주석궁의 안마사 또는 간호사였다.
- 서모 : 김송죽[2]

- 관련인물
  - 장성택(張成澤) : 매형
  - 연형묵(延亨默)
  - 김영남(金永南)
  - 김영주(金英柱), 삼촌
  - 김철주(金哲柱), 삼촌

- 형제
  - 김정일(金正一) : 이복 형
  - 김평일(金平一) : 이복 형
  - 김영일 : 이복 형
  - 김만일(요절) : 이복 형
  - 김경희(金敬姬) : 이복 누나
  - 김경진 : 이복 누나
  - 김백연 : 이복 여동생

- 기타
  - 김정남(金正男) : 조카
    - 김한솔 : 손자

  - 김정철(金正哲) : 조카
  - 김정은(金正恩) : 조카
  - 김여정(金汝貞) : 조카

## 참고 서적
- 이한영, 《김정일 로열 패밀리: 김정일 처조카 이한영의 수기》 (시대정신, 2004)